# 크리시 메츠
크리시 메츠(Chrissy Metz, 1980년 9월 29일 ~ )는 미국의 배우, 가수이다.

## 출연 작품
- 기적의 소년 (2019)
- 시에라 연애 대작전 (2018)
- 디스 이즈 어스 (2016)